# رزاق همرایف
رزاق همرایف (ازبکی: Razzoq Hamroyev; ۲ مهٔ ۱۹۱۰ – ۵ مهٔ ۱۹۸۱) بازیگر و کارگردان نمایش اهل کشور امپراتوری روسیه بود. وی بین سال‌های ۱۹۳۲ تا ۱۹۸۰ میلادی فعالیت می‌کرد.

## جوایز:
او برندهٔ جوایزی همچون جایزه هنرمند مردمی اتحاد جماهیر شوروی و نشان پرچم سرخ کار شده‌است.